# Grand Prix-wegrace van Zweden 1973
De Grand Prix-wegrace van Zweden 1973 was de tiende race van het wereldkampioenschap wegrace-seizoen 1973. De races werden verreden op 21 en 22 juli 1973 op de Scandinavian Raceway ten zuidwesten van Anderstorp (Jönköpings län). In Zweden werden de 50-, 125- en 500 cc-wereldkampioenen bekend.

## 500 cc
Phil Read won de 500cc-race in Zweden en mocht zich nu wereldkampioen noemen. Het was zijn zesde wereldtitel, maar de eerste in de 500cc-klasse. In Zweden werd Giacomo Agostini tweede en Kim Newcombe finishte als derde.

### Uitslag 500 cc
| Pos | Coureur              | Merk      | Tijd        | Punten |
| --- | -------------------- | --------- | ----------- | ------ |
| 1   | Phil Read            | MV Agusta | 47' 00" 019 | 15     |
| 2   | Giacomo Agostini     | MV Agusta | +0" 501     | 12     |
| 3   | Kim Newcombe         | König     | +58" 066    | 10     |
| 4   | Børge Nielsen        | Yamaha    | +1' 11" 424 | 8      |
| 5   | Werner Giger         | Yamaha    |             | 6      |
| 6   | Christian Bourgeois  | Yamaha    |             | 5      |
| 7   | Billie Nelson        | Yamaha    |             | 4      |
| 8   | Sven-Olof Gunnarsson | Kawasaki  |             | 3      |
| 9   | Seppo Kangasniemi    | Yamaha    | +1 ronde    | 2      |
| 10  | Bosse Brolin         | Suzuki    | +1 ronde    | 1      |
| 11  | Sture Wass           | Kawasaki  | +2 ronden   |        |
| 12  | Ingemar Bengtsson    | Norton    | +2 ronden   |        |
| 13  | Agne Carlsson        | Husqvarna | +2 ronden   |        |
| 14  | Lars Pahlsson        | Suzuki    | +2 ronden   |        |
| 15  | Tapani Peltonen      | Yamaha    | +2 ronden   |        |
| DNF | Kjell Watz           | Seeley    |             |        |
| DNF | Steve Ellis          | Yamaha    | val         |        |
| DNF | Chas Mortimer        | Yamaha    |             |        |
| DNF | Franz Kroon          | Yamaha    |             |        |
| DNF | János Drapál         | Yamaha    |             |        |
| DNF | Eric Offenstadt      | Kawasaki  |             |        |
| DNF | Bo Granath           | Husqvarna |             |        |
| DNF | Roberto Gallina      | Paton     |             |        |
| DNF | Alex George          | Yamaha    |             |        |
| DNF | Guido Mandracci      | Suzuki    |             |        |
| DNF | Bruno Kneubühler     | Yamaha    |             |        |
| DNF | Mick Grant           | Monark    |             |        |
| DNF | Jack Findlay         | Suzuki    |             |        |
| DNF | Kjell Solberg        | Yamaha    |             |        |
| DNF | Kurt-Ivan Carlsson   | Yamaha    |             |        |

## 350 cc
Na zijn overwinning in de GP van Tsjecho-Slowakije won Teuvo Länsivuori ook in Zweden, terwijl Giacomo Agostini tweede werd en Phil Read derde.

### Uitslag 350 cc
| Pos. | Coureur            | Merk            | Tijd       | Punten |
| ---- | ------------------ | --------------- | ---------- | ------ |
| 1    | Teuvo Länsivuori   | Arwidson-Yamaha | 46' 33" 89 | 15     |
| 2    | Giacomo Agostini   | MV Agusta       | +9" 97     | 12     |
| 3    | Phil Read          | MV Agusta       | +27" 90    | 10     |
| 4    | John Dodds         | Yamaha          |            | 8      |
| 5    | Adu Celso Santos   | Yamaha          |            | 6      |
| 6    | Mick Grant         | Yamaha          |            | 5      |
| 7    | Billie Nelson      | Yamaha          |            | 4      |
| 8    | Patrick Pons       | Yamaha          |            | 3      |
| 9    | Ingemar Larsson    | Yamaha          |            | 2      |
| 10   | Olivier Chevallier | Yamaha          |            | 1      |
| 11   | Karl Auer          | Yamaha          |            |        |
| 12   | Roland Nilsson     | Yamaha          |            |        |
| 13   | Kent Andersson     | Yamaha          |            |        |
| 14   | Bo Granath         | Yamaha          |            |        |
| 15   | Michel Rougerie    | Harley-Davidson |            |        |
| 16   | Rémy Hirschy       | Yamaha          |            |        |
| 17   | János Reisz        | Yamaha          |            |        |
| DNF  | Dieter Braun       | Yamaha          |            |        |

## 250 cc
In de 250cc-klasse reed Teuvo Länsivuori de snelste ronde, maar hij viel door olielekkage uit, waardoor Dieter Braun zijn vierde overwinning behaalde, voor Roberto Gallina en Adu Celso Santos (Yamaha). Na de race diende de Fin Matti Salonen een protest in tegen de machine van Braun, maar het was duidelijk dat hij dat in opdracht van Yamaha-importeur Arwidson deed. Hij moest de zondebok zijn in plaats van Länsivuori, want Salonen speelde noch in de race noch in het wereldkampioenschap een rol van betekenis. De machine bleek bij het nameten van de cilinderinhoud in orde te zijn.

### Uitslag 250 cc
| Pos | Coureur             | Merk            | Tijd        | Punten      |
| --- | ------------------- | --------------- | ----------- | ----------- |
| 1   | Dieter Braun        | Yamaha          | 48' 13" 496 | 15          |
| 2   | Roberto Gallina     | Yamaha          | +19" 898    | 12          |
| 3   | Adu Celso Santos    | Yamaha          | +43" 446    | 10          |
| 4   | Bruno Kneubühler    | Yamaha          | +47" 103    | 8           |
| 5   | Leif Gustafsson     | Yamaha          | +58" 706    | 6           |
| 6   | Hans Hallberg       | Yamaha          |             | 5           |
| 7   | Patrick Pons        | Yamaha          |             | 4           |
| 8   | Börje Jansson       | Yamaha          |             | 3           |
| 9   | Roland Nilsson      | Yamaha          |             | 2           |
| 10  | Chas Mortimer       | Yamaha          |             | 1           |
| 11  | Werner Pfirter      | Yamaha          |             |             |
| 12  | Víctor Palomo       | Yamaha          |             |             |
| 13  | Agne Carlsson       | Yamaha          |             |             |
| 14  | Sandh               | Yamaha          |             |             |
| 15  | Rolf Minhoff        | Yamaha          |             |             |
| 16  | Ingemar Larsson     | Yamaha          |             |             |
| DNF | Michel Rougerie     | Harley-Davidson |             |             |
| DNF | Olivier Chevallier  | Yamaha          |             |             |
| DNF | Teuvo Länsivuori    | Arwidson-Yamaha | olielekkage | olielekkage |
| DNF | John Dodds          | Yamaha          | val         |             |
| DNF | Christian Bourgeois | Yamaha          | val         |             |
| DNF | Matti Salonen       | Arwidson-Yamaha |             |             |

## 125 cc
Kent Andersson was in Zweden nog steeds niet helemaal fit nadat hij in Assen een been gebroken had, maar hij wilde voor eigen publiek rijden. Met een omzwachteld been reed hij zich naar de tweede plaats achter Börje Jansson, terwijl Chas Mortimer na een hevige strijd met Andersson derde werd. Jos Schurgers startte erg slecht, maar wist zich naar de 9e plaats op te werken, waardoor hij toch 2 punten haalde en voorlopig zijn tweede plaats achter Andersson behield. Kent Andersson had aan zijn tweede plaats in de race voldoende om zich wereldkampioen te mogen noemen.

### Uitslag 125 cc
| Pos | Coureur            | Merk        | Tijd        | Punten |
| --- | ------------------ | ----------- | ----------- | ------ |
| 1   | Börje Jansson      | Maico       | 46' 18" 244 | 15     |
| 2   | Kent Andersson     | Yamaha      | +1" 937     | 12     |
| 3   | Chas Mortimer      | Yamaha      | +2" 073     | 10     |
| 4   | Otello Buscherini  | Malanca     | +27" 133    | 8      |
| 5   | Staffan Liebst     | Yamaha      | +50" 367    | 6      |
| 6   | Rolf Minhoff       | Maico       |             | 5      |
| 7   | Horst Seel         | Maico       |             | 4      |
| 8   | Eugenio Lazzarini  | Piovaticci  |             | 3      |
| 9   | Jos Schurgers      | Bridgestone |             | 2      |
| 10  | Lennart Lundgren   | Maico       |             | 1      |
| 11  | Pentti Salonen     | Yamaha      |             |        |
| 12  | Henk van Kessel    | Yamaha      |             |        |
| 13  | Thierry Tchernine  | Yamaha      |             |        |
| 14  | Gert Bender        | Maico       |             |        |
| 15  | Hans-Jürgen Hummel | Yamaha      |             |        |
| 16  | Kurt Andersson     | Yamaha      |             |        |
| 17  | János Reisz        | MZ          |             |        |
| 18  | Claus Tarum        | Yamaha      |             |        |
| 19  | Ingemar Bengtsson  | Yamaha      |             |        |
| 20  | Goran Alden        | Maico       |             |        |
| DNF | Ángel Nieto        | Morbidelli  |             |        |

## 50 cc
Jan de Vries stelde zijn wereldtitel zeker in de Grand Prix van Zweden. In de training was hij al 2,2 seconden sneller dan Theo Timmer en in de race maakte hij een slechte start al snel goed. Na de eerste ronde lag hij al aan de leiding en Timmer was nu ook gepasseerd door Gerhard Thurow. In de vierde ronde had de Vries 4 seconden voorsprong op Bruno Kneubühler, terwijl Timmer nog steeds derde was omdat hij Thurow weer voorbij gegaan was. Achter de Vries werd Kneubühler tweede en Timmer derde.

### Uitslag 50 cc
| Pos | Coureur            | Merk              | Tijd        | Punten |
| --- | ------------------ | ----------------- | ----------- | ------ |
| 1   | Jan de Vries       | Van Veen-Kreidler | 31' 03" 014 | 15     |
| 2   | Bruno Kneubühler   | Van Veen-Kreidler | +11" 405    | 12     |
| 3   | Theo Timmer        | Jamathi           | +14" 283    | 10     |
| 4   | Gerhard Thurow     | Kreidler          | +20" 152    | 8      |
| 5   | Rudolf Kunz        | Kreidler          | +43" 056    | 6      |
| 6   | Henk van Kessel    | Kreidler          |             | 5      |
| 7   | Ulrich Graf        | Kreidler          |             | 4      |
| 8   | Jan Huberts        | Kreidler          |             | 3      |
| 9   | Leif Rosell        | Jamathi           |             | 2      |
| 10  | Herbert Rittberger | Kreidler          |             | 1      |
| 11  | Wolfgang Gedlich   | Kreidler          |             |        |
| 12  | Ingemar Bengtsson  | Monark            |             |        |
| 13  | B. Lindequist      | Kreidler          |             |        |
| 14  | Leif Gustafsson    | Monark            |             |        |
| 15  | Tore Digernes      | Kreidler          |             |        |
| 16  | Robert Laver       | Kreidler          |             |        |
| 17  | Ove Skifjeld       | Kreidler          |             |        |
| DNF | Jan Bruins         | Monark            |             |        |

1930 · 1931 · 1932 · 1933 · 1934 · 1935 · 1936 · 1937 · 1939 · 1949 · 1950 · 1951 · 1952 · 1953 · 1954 · 1955 · 1956 · 1957 · 1958 · 1959 · 1961 · 1970 · 1971 · 1972 · 1973 · 1974 · 1975 · 1976 · 1977 · 1978 · 1979 · 1981 · 1982 · 1983 · 1984 · 1985 · 1986 · 1987 · 1988 · 1989 · 1990